# Xylosma longifolium
Xylosma longifolium är en videväxtart som beskrevs av Dominique Clos. Xylosma longifolium ingår i släktet Xylosma och familjen videväxter. Inga underarter finns listade i Catalogue of Life.